# T Andromedae
Ne doit pas être confondu avec Tau Andromedae.
Désignations
T Andromedae (en abrégé T And) est une étoile variable de type Mira de la constellation d'Andromède. Comme toutes les étoiles de ce type, T And fait partie de la branche asymptotique des géantes avec un type spectral de M4e-M7.5e. Sa luminosité varie périodiquement, complétant un cycle en 281 jours. La luminosité maximale, cependant, est différente à chaque cycle de variabilité, mais peut atteindre une magnitude apparente de 7,70.
Thomas David Anderson a découvert qu'elle est une étoile variable en 1894. L'année suivante, Edward Charles Pickering a examiné des plaques photographiques d'archive pour obtenir une courbe de lumière pour l'étoile et a calculé une période de 281 jours.
Les mesures de variations de taille angulaire de l'étoile réalisées avec l'interféromètre Palomar Testbed (en) ne montrent aucune corrélation claire avec les variations de luminosité de l'étoile,.